# Craugastor cuaquero
Craugastor cuaquero es una especie de anuros en la familia Craugastoridae.

## Distribución geográfica y hábitat
Es endémica de Costa Rica.